# ヘンリー・モリス
ヘンリー・マディソン・モリス（Henry Madison Morris、1918年10月6日 - 2006年2月25日）はアメリカ合衆国のキリスト教弁証家、工学者。専門は水理学。創造科学の中でも若い地球説の支持者である。創造科学の学会、研究所創設に関わっており、「創造科学の父」として知られている。1961年にジョン・ウィットコムと共同で執筆したThe Genesis Floodが有名。
聖書の無誤性を信じるモリスは進化論に対して反対し、地球の年齢や宇宙の年齢についても疑問視している。モリスの手法や思想は現代創造科学界では広く受け入れられているが、自然科学界だけでなく、古い地球説や有神的進化論を採用する創造論主流派からも拒絶されている。

## 生い立ち、私生活
1918年10月6日、ダラス生まれ。1920年代から30年代をテキサス州で過ごし、ライス大学で土木工学を学び1939年に卒業。その後、1940年1月24日にメアリー・ルイーズと結婚し、6人の子供をもうける。モリスとメアリーは生涯を共にした。
大学生までのモリスは信仰心が篤くなかったが、大学卒業後すぐにキリスト教信仰を持ち、聖書を誤りのない神の言葉として受け入れた

## 経歴
1939年に大学を卒業したのち、モリスは技師として3年間働いた。その後、ライス大学に戻って1946年まで土木工学を教え、1冊目の短い本を書いた。これは、進化論に対する回答を試みたものであった。その後、1951年までミネソタ大学ツインシティー校で学び、水理学に関して1948年に修士、1950年にPh.D.の学位を取得した。1949年に彼は全米科学協会に入会し、その考えを変えようと試みた。1951年にはルイジアナ大学ラファイエット校土木科学部の主任教授に就任し、1956年秋には工学部長に就任した。その後、1957年からは南イリノイ大学の応用科学部教授に就任した。
1959年、モリスはバージニア工科大学の土木工学部門において水理学の教授となり、ここでも土木工学部長を務めた。ここで、彼はJ・M・ウィガートと共に治水に関する先進的な教科書を執筆し、その後10年間に渡り全米最大の土木工学部門でリーダーシップを発揮した。モリスの宗教観と著作は大学の生物学・地質学とは正反対なものであり、広く議論を巻き起こしたが、彼の大学の教え子たちはモリスを尊敬しており、良い監督官であったと述べた。なぜなら、彼の宗教観はその監督に影響を及ぼさなかったからである。
1961年、モリスはThe Genesis Floodを執筆。この本は20世紀における創造論に対する科学的説明をもたらした最初の試みであった。この本は現代創造論に絶大な影響を与え、スティーヴン・ジェイ・グールドはこれを「創造論運動のきっかけになった本」と評した。
1963年、彼がまだバージニア工科大に所属していたとき、彼は9人の協力者と共に創造科学会を創設し、創造論に基づく著作や講演を続けた。しかし、1970年に彼はバージニア工科大学での職を辞任した。それは、新たに就任した学部長から、モリスの創造論に関する著作が論争の種となっているので、工学部における著作のリストと分けて欲しいと伝えられたことがきっかけであった。モリスはこれに対して次のように述べている。「これらの指示は、彼らが私に辞任して欲しいということを壁に手書きされているようであった。そして、私が辞表を提出したとき、ウォーチェスター学部長は喜んでいた様子であった。」
辞任した同じ年、モリスはカリフォルニア州サンティーにクリスチャン・ヘリテッジ・カレッジを創設し、その2年後には創造科学研究所（Institute for Criation Reserch, ICR）を創設した。また、彼は同大学の学長を1978年から2年間務めた。加えて、1970年から1995年と1996年から2006年の期間ICR所長を務め、後に名誉所長となった。その後、ICRの所長は息子のジョン・モリスが引き継いだ。
2006年2月1日、モリスは軽度の心筋梗塞を起こして病院に搬送された。その後、退院してICR付近にある息子の家からも近いリハビリ施設で亡くなった。

## 評価

### 業績
モリスは「現代創造科学の父」、「20世紀で最も影響を与えた創造論者」として知られている。また、彼は聖書の無誤説と創世記の字義通りの解釈に基づく大学の創設に携わった。そもそも、古い地球説を主張する主流の学術界に対抗して「創造科学」という用語を使い始めたのがモリスである。モリスは全米の牧師やホームスクールの教師に対して調査をし、46％が何かしらの創造論的信条を持っていることを明らかにした。
モリスの主著The Genesis Floodは現代創造論者にとって非常に重要な書籍であり、モリスの死後も44刷で合計25万部が発行されている。彼の著書の大半を占めるのは創造科学と進化論に関するものであり、キリスト教弁証家として複数の著作を残した。
1995年には欽定訳聖書に自身の科学的、神学的注釈をつけたThe Defenders Study Bibleを完成させた。この聖書は彼の死後すぐの2006年に重要な改訂がなされ、The New Defender's Study Bibleとして発行された。さらに、2012年5月にはThe Henry Morris Study Bibleとして新たに発行された。
加えて、彼は水理学関連で11本の論文を専門雑誌に公開し、聖書や創造論に関する数百もの記事を執筆している。また、1985年から2002年にかけて、彼は月刊のデボーション冊子Days of Praiseを発行していた。

### 批判
モリスによる進化論批判はストローマンであると、数多くの学術団体が批判している。特に、マッシモ・ピグルッチはモリスの省略は彼の「使命」と「信条」に抵触すると批判している。また、ピグルッチはモリスの水理学解釈についても批判している。モリスの立場は福音派の旧約聖書学者や福音派の科学者にとっても議論の的となっている。
モリスは著書Evolution & the Modern Christianで「真の聖書的な宇宙観に対して若い世代が心を開くこと」を望むと書いた。しかし、アイオワ州立大学作物栽培学教授のT・E・フェントンは「この本における科学的価値は皆無である。著者は自身が受け入れられる科学領域のみを受け入れ、それ以外の一般的に受け入れられている科学領域を排除している。」と批判した。また、クレイトン大学生物学教授のデイビッド・ヴォーゲルはこの本に対して「彼の神学は浅薄であり、その聖書釈義は腹立たしい。彼の科学は間違っている。そして、進化論を受け入れる数百万人の聖書を信じるクリスチャンを攻撃している。」と述べた。
ハーマン・カークパトリックは、モリスの著書Scientific Creationismに対して「地球における近年の地殻変動を説明するための証拠に説得力が全くない。」と述べ、ルイビル大学生化学教授のトーマス・ウィーラーはこの本の第2版を批判して「この本を公立学校の授業で利用することは推奨できない。そして、科学に興味のある誰にでも推奨しない。」と結論づけた。さらにウィーラーは、モリスが科学を誤解し、宗教的偏見を訴え、科学知識を誤って表現し、対立する科学的立場を省略し、証拠においてはダブルスタンダードであり、「馬鹿げた結論づけ」をし、不適切かつ誤認された出典に基づき科学を攻撃し、疑わしい主張を採用し、「馬鹿げた計算」をしていると述べた。
The Genesis Floodの共著者であるジョン・ウィットコムに対しても文脈外の引用や引用ミスについて批判がなされている。例えば、「その海は数百年前に消滅した。」とあるのを「その海は何年も前に消滅した。」と引用されている。地質学者のジョン・ソーラムもこの本が不正確であるとして批判している。ソーラムは次のように述べた。「ウィットコムとモリスは衝上断層における岩の性質を誤解している。彼らは化石について若い地球説に基づいた主張をするが、地質柱状図の作成方法や地質年代推定の方法について誤解している。」

## 著書
日本が訳書が出版されているもの。
- 辻潤訳『世界の始まり : 創世記1-11章を科学から見る』ホームスクーリング・ビジョン，2006年
- 石川和雄訳『科学は聖書を否定するか』CRJ出版，2006年